# DOAP
DOAP ( Description of a Project - опис проекту ) - це схема RDF та словник XML для опису програмних проектів, зокрема безкоштовного програмного забезпечення з відкритим кодом .
Він був створений і розроблений Еддом Дамбіллом для передачі семантичної інформації, пов'язаної з проектами програмного забезпечення з відкритим кодом.

## Використання
У даний момент існують генератори, валідатори, переглядачі та конвертери, які дозволяють включити більше проектів у семантичну мережу . На Freshmeat вже 43 000 проектів опублікованих за допомогою DOAP. У даний час він використовується в  Mozilla Foundation та Python Package Index.
Основні властивості: homepage, developer, programming-language, os.

## Приклади
Нижче наведено приклад у RDF/XML:
```
<rdf:RDF
 
xmlns:rdf=
"http://www.w3.org/1999/02/22-rdf-syntax-ns#"
 
xmlns:doap=
"http://usefulinc.com/ns/doap#"
>

 
<doap:Project>

  
<doap:name>
Example
 
project
</doap:name>

  
<doap:homepage
 
rdf:resource=
"http://example.com"
 
/>

  
<doap:programming-language>
javascript
</doap:programming-language>

  
<doap:license
 
rdf:resource=
"http://example.com/doap/licenses/gpl"
/>

 
</doap:Project>

</rdf:RDF>

```

Інші властивості Implements specification, anonymous root, platform, browse, mailing list, category, description, helper, tester, short description, audience, screenshots, translator, module, documenter, wiki, repository, name, repository location, language, service endpoint, created, download mirror, vendor, old homepage, revision, download page, license, bug database, maintainer, blog, file-release та release.